# 細野哲弘
細野 哲弘（ほその てつひろ、1952年12月14日 - ）は、日本の通産官僚、経営者。株式会社JECC代表取締役社長、中東調査会常任理事。岐阜県出身。過去に、資源エネルギー庁長官、特許庁長官を歴任。石油天然ガス・金属鉱物資源機構理事長。

## 人物
京都大学経済学部卒業後、通商産業省に入省。同期には、衆議院議員の岡田克也、北海道知事の高橋はるみ、経済産業審議官の岡田秀一がいる。
2011年8月12日、経済産業省の人心一新により、資源エネルギー庁長官を早期勧奨退職。

## 経歴
- 1976年（昭和51年）3月 - 京都大学経済学部卒業
- 1976年（昭和51年）4月 - 通商産業省入省(中小企業庁調査課)
- 1978年6月 生活産業局通商課総括係長
- 1980年5月 産業政策局総務課総括係長
- 1981年11月 資源エネルギー庁省エネルギー対策課総括
- 1983年5月 科学技術庁原子力局政策課原子力法令制度審議室長補佐
- 1985年4月 外務省在マレイシア日本国大使館一等書記官
- 1988年5月 貿易局総務課法令審査委員
- 1989年5月 通商政策局総務課法令審査委員
- 1990年（平成2年）6月 - 中小企業庁小規模企業部上席小規模企業指導官
- 1991年（平成3年）6月 - 産業政策局商政課商務室長
- 1993年（平成5年）4月 - 在ドイツ日本国大使館参事官
- 1996年（平成8年）9月 - 貿易局為替金融課長
- 1997年（平成9年）6月 - 産業政策局流通産業課長
- 1999年（平成11年）6月 - 通商政策局国際経済部国際経済課長
- 2000年（平成12年）6月 - 通商政策局総務課長
- 2001年（平成13年）1月 - 通商政策局通商政策課長
- 2001年（平成13年）6月 - 資源エネルギー庁資源・燃料部政策課長
- 2002年（平成14年）7月 - 資源エネルギー庁資源・燃料部長
- 2004年（平成16年）6月 - 資源エネルギー庁次長
- 2006年（平成18年）7月 - 製造産業局長
- 2009年（平成21年）7月 - 特許庁長官
- 2010年（平成22年）8月 - 資源エネルギー庁長官
- 2011年（平成23年）8月 - 退官
- 2012年（平成24年）5月 - みずほコーポレート銀行顧問[1]
- 2015年（平成27年）6月 - 公益財団法人中東調査会常任理事[2][3]
- 2016年（平成28年）6月 - 株式会社JECC代表取締役社長[4]
- 2018年 (平成30年) 4月 - 石油天然ガス・金属鉱物資源機構理事長
- 2023年（令和５年）6月 ‐ 一般財団法人日本特許情報機構理事長

## 同期
- 岡田克也（衆議院議員、民進党代表、民主党代表、民主党代表代行、民主党幹事長、副総理、外務大臣）
- 高橋はるみ（参議院議員、北海道知事）
- 伊藤隆一（新エネルギー・産業技術総合開発機構理事、新エネルギー財団副会長）
- 岡田秀一（経済産業審議官）
- 伊沢正（駐ウクライナ大使）
- 寺坂信昭（原子力安全・保安院長）
- 長谷川榮一（13年内閣総理大臣補佐官・08年中小企業庁長官）
- 加藤文彦（13年駐ウズベキスタン大使）